# Włodzimierz Małowiejski
Włodzimierz Małowiejski (ur. 17 maja 1952 w Żychlinie) – polski trener piłkarski.

## Życiorys
W 1980 roku był trenerem Hutnika Warszawa, grającego wówczas w III lidze. W 1990 roku objął Petrochemię Płock i w sezonie 1990/1991 awansował z klubem do II ligi. Funkcję trenera Petrochemii pełnił do 5 października 1992 roku, kiedy to zastąpił go Grzegorz Wenerski.
W sierpniu 1994 roku ponownie został szkoleniowcem Hutnika Warszawa, zastępując Piotra Wiśnika. W sezonie 1994/1995 zajął z Hutnikiem jedenaste miejsce w II lidze. Pod koniec października, po tym, gdy jego drużyna wygrała zaledwie dwa spotkania, stracił pracę. 9 października 1996 roku został asystentem Mieczysława Broniszewskiego w Polonii Warszawa. We wrześniu 1997 roku objął stanowisko po Broniszewskim. Prowadzona przez niego drużyna na szesnaście meczów I ligi wygrała dziesięć i zdobyła wicemistrzostwo Polski. Mimo to na sezon 1998/1999 Małowiejski nie utrzymał stanowiska, jako że nowym trenerem Polonii został Zdzisław Podedworny.
Po objęciu przez Mieczysława Broniszewskiego funkcji trenera w Górniku Zabrze w kwietniu 2000 roku, Małowiejski został jego asystentem. Po zakończeniu sezonu 1999/2000 rolę Małowiejskiego przejął Józef Dankowski. W październiku 2002 roku zastąpił Janusza Batugowskiego jako szkoleniowca piłkarzy KSZO Ostrowiec Świętokrzyski. Pod wodzą Małowiejskiego piłkarze KSZO rozegrali dwadzieścia meczów w I lidze, przegrywając siedemnaście z nich. Po sezonie ostrowiecki klub spadł z ligi, a Małowiejski pozostał bez pracy.
Od końca marca do końca czerwca 2004 roku był asystentem Franciszka Smudy w Widzewie Łódź. Pod koniec 2004 roku był kandydatem do objęcia funkcji szkoleniowca piłkarzy Radomiaka Radom, jednak ostatecznie nie został trenerem tego klubu. W sierpniu 2005 roku zastąpił Jana Żurka w funkcji trenera Podbeskidzia Bielsko-Biała. 24 kwietnia 2006 roku stracił posadę.
W sezonie 2006/2007 był trenerem Lecha II Poznań oraz koordynatorem ds. młodzieży w klubie. Od lipca do grudnia 2011 roku był koordynatorem grup młodzieżowych w Podbeskidziu Bielsko-Biała.